# فهرست نویسندگان روس

## آ
- آنّا آندرییونا آخماتووا (۱۸۸۹–۱۹۶۶)
- بلّا آخاتوونا آخمادولینا (۱۹۳۷)
- ولادیمیر فیودوروویچ آدویفسکی (۱۸۰۳/۱۸۰۴–۱۸۶۹)
- آلکساندر نیکالایویچ آستروفسکی (۱۸۲۳–۱۸۸۶)
- سرگیی آسکولدوف (۱۸۷۱–۱۹۴۵)
- نیکلای نیکالایویچ آسییف (۱۸۸۹–۱۹۶۳)
- آلکساندر نیکالایویچ آفیناگینوف (۱۹۰۴–۱۹۴۱)
- ایوان سرگییویچ آکساکوف (۱۸۲۳–۱۸۸۶)
- سرگیی تیمافییویچ آکساکوف (۱۷۹۱–۱۸۵۹)
- واسیلی پاولوویچ آکسیونوف (۱۹۳۲)
- نیکلای پلاتونوویچ آگاریوف (۱۸۱۳–۱۸۷۷)
- مارک آلکساندروویچ لاندائو آلدانوف (۱۸۸۶–۱۹۵۷)
- لیدیا آلکسییونا آلکسییوا (۱۹۰۹)
- یوری کارلوویچ آلیشا (۱۸۹۹–۱۹۶۰)
- لئانید نیکالایویچ آندرییف (۱۸۷۱–۱۹۱۹)
- اینّا کینتی فیودوروویچ آننسکی (۱۸۵۶–۱۹۰۹)
- چنگیز آیتماتوف (۱۹۲۸–۱۹۹۸)

## ا
- نیکالای رابرتوویچ اردمان (۱۹۰۲–۱۹۷۰)
- ایلیا گریگوریویچ ارنبورگ (۱۸۹۱–۱۹۶۷)
- نیکالای ولادیمیروویچ استانکویچ (۱۸۱۳–۱۸۴۰)
- نیکالای نیکالایویچ استراخوف (۱۸۲۸–۱۸۹۶)
- باریس آبراموویچ اسلوتسکی (۱۹۱۹)
- ماریا میخایلوونا آشکاپسکایا (۱۸۹۱–۱۹۵۲)
- ویکتور باریسوویچ اشکلوفسکی (۱۸۹۳–۱۹۸۴)
- فسیوولود ویچسلاووویچ ایوانوف (۱۸۹۵–۱۹۶۳)
- گئورگی ولادیمیروویچ ایوانف (۱۸۹۴–۱۹۵۸)
- ویچسلاف ایوانوویچ ایوانف (۱۸۶۶–۱۹۴۹)

## ب
- ایساآک امّانوئیلوویچ بابل (۱۸۹۴–۱۹۴۱)
- کانستانتین نیکالایویچ باتیوشکوف (۱۷۸۷–۱۸۵۵)
- میخائیل میخایلوویچ باختین (۱۸۹۵–۱۹۷۵)
- یوگینی آبراموویچ باراتینسکی (۱۸۰۰–۱۸۴۴)
- میخائیل آلکساندروویچ باکونین (۱۸۱۴–۱۸۷۶)
- کانستانتین دمیتریویچ بالمونت (۱۸۶۷–۱۹۴۲)
- نیکلای آلکساندروویچ بردیایف (۱۸۷۴–۱۹۴۸)
- ایوسیف آلکساندروویچ برودسکی (۱۹۴۰–۱۹۹۶)
- والیری یاکوولوویچ بریوسوف (۱۸۷۳–۱۹۲۴)
- آلکساندر آلکساندروویچ بستوژف (۱۷۹۷–۱۸۳۷)
- آلکساندر آلکساندروویچ بلوک (۱۸۸۰–۱۹۲۱)
- ویسّاریون گریگوریویچ بلینسکی (۱۸۱۱–۱۸۴۸)
- دیمیتری واسیلیویچ بوبیشف (۱۹۳۶)
- میخائیل آفاناسیویچ بولگاکوف (به روسی: Михаил Афанасьевич Булгаков)‏ (۱۸۷۰–۱۹۴۰)
- ایوان آلکسییویچ بونین (۱۸۷۰–۱۹۵۳)
- واسیل بیکوف نیز واسیل بیکائو (املای بلاروسی)
- آندریی بیلی (۱۸۸۰–۱۹۳۴)

## پ
- کانستانتین گئورگیویچ پائوستوفسکی (۱۸۹۲–۱۹۶۸)
- باریس لئانیدوویچ پاسترناک (۱۸۹۰–۱۹۶۰)
- ویرا فیودوروونا پانووا (به روسی: Вера Фёдоровна Панова)‏ (۱۹۰۵–۱۹۷۳)
- میخائیل میخایلوویچ پریشوین (به روسی: Михаил Михайлович Пришвин)‏ (۱۸۷۳–۱۹۵۴)
- آندریی پلاتونوویچ پلاتونوف (۱۸۹۹–۱۹۵۱)
- گئورگی والنتینوویچ پلخانوف (به روسی: Георгий Валентинович Плеханов)‏ (۱۸۵۶–۱۹۱۸)
- آلکساندر سرگییویچ پوشکین (۱۷۹۹–۱۸۳۷)
- دیمیتری ایوانوویچ پیسارف (۱۸۴۰–۱۸۶۸)
- آلکسیی فئوفیلاکتوویچ پیسمسکی (۱۸۲۱–۱۸۸۱)
- باریس پیلنیاک (۱۸۹۴–۱۹۳۷)

## ت
- آلکسیی کانستانتینوویچ تالستوی (به روسی: Алексей Константинович Толстой)‏ (۱۸۱۷–۱۸۷۵).
- لیف نیکالایویچ تالستوی (به روسی: Лев Николаевич Толстой)‏ (۱۸۲۸–۱۹۱۰)
  - لئون تولستوی.[۱]
- آلکسیی نیکالایویچ تالستوی (به روسی: Алексей Николаевич Толстой)‏ (۱۸۸۳–۱۹۴۵)
  - آلکسیس تولستوی[۲]
- واسیلی کیریلوویچ تردیاکوفسکی (۱۷۰۳–۱۷۶۹)
- نیکالای سرگییویچ تروبتسکوی (۱۸۹۰–۱۹۳۸)
- یوری والنتینووویچ تریفونوف (۱۹۲۵–۱۹۸۱)
- مارینا ایوانوونا تسوتایوا (به روسی: Мари́на Ива́новна Цвета́ева) ‏ (۱۸۹۲–۱۹۴۱)
- پیوترنیکیتیچ تکاچوف (۱۸۴۴–۱۸۸۶)
- ولادیمیر فیودوروویچ تندریکوف (۱۹۲۳–۱۹۸۴)
- آلکساندر تریفونوویچ تواردوفسکی (۱۹۱۰–۱۹۷۱)
- ایوان سرگئی‌یویچ تورگنیف (۱۸۱۸–۱۸۸۳)
- نیکالای سمیونوویچ تیخونوف (۱۸۹۶–۱۹۷۹)
- یوری نیکالایویچ تینیانوف (۱۸۹۴–۱۹۴۳)
- فیودور ایوانوویچ تیوتچف (۱۸۰۳–۱۸۷۳)

## چ
- آنتوان پاولوویچ چخوف (به روسی: Анто́н Па́влович Че́хов)‏ (۲۹ ژانویه ۱۸۶۰–۱۵ ژوئیه ۱۹۰۴)
- پیوتر یاکوولویچ چادایف (۱۷۹۴–۱۸۵۶)
- نیکلای گاوریلوویچ چرنیشفسکی (۱۸۲۸–۱۸۸۹)
- کارنئی ایوانوویچ چوکوفسکی (۱۸۸۲–۱۹۶۹)

## خ
- ولادیسلاف فلیتسیانوویچ خاداسیویچ (۱۸۸۶–۱۹۳۹)
- دانیئیل ایوانوویچ خارمس (۱۹۰۵–۱۹۴۲)
- آلکسیی استپانویچ خامیاکوف (۱۸۰۴–۱۸۶۰)
- میخائیل ماتوییویچ خراسکوف (۱۷۳۳–۱۸۰۷)
- ولیمیر خلیبنیکوف (۱۸۸۵–۱۹۲۲)

## د
- نیکالای آلکساندروویچ دابرالیوبوف (۱۸۳۶–۱۸۶۱)
- فیودور میخایلوویچ داستایفسکی (۱۸۲۱–۱۸۸۱)
- گاوریلا رامانوویچ درژاوین (۱۷۴۳–۱۸۱۶)

## ر
- آلکساندر نیکالایویچ رادیشچف (۱۷۴۹–۱۸۰۲)
- واسیلی واسیلیویچ روزانوف (۱۸۵۶–۱۹۱۹)
- کاندارتی فیودوروویچ ریلییف (۱۷۹۵–۱۸۲۶)
- آلکسیی میخایلوویچ ریمیزوف (۱۸۷۷–۱۹۵۷)

## ز
- نیکالای آلکسییویچ زابالوتسکی (۱۹۰۳–۱۹۵۸)
- میخائیل نیکالایویچ زاگوسکین (۱۷۸۹–۱۸۵۲)
- یوگینی ایوانوویچ زامیاتین (۱۸۸۴–۱۹۳۷)
- باریس کانستانتینوویچ زایتسف (۱۸۸۱–۱۹۷۲)
- میخائیل میخایلوویچ زوشچنکو (۱۸۹۵–۱۹۵۸)

## ژ
- آندریی آلکساندروویچ ژدانوف (۱۸۹۶–۱۹۴۸)
- واسیلی آندرییویچ ژوکوفسکی (۱۷۸۳–۱۸۵۲)

## س
- ولادیمیر آلکسسویچ سالائوخین (۱۹۲۴)
- فیودور کوزمیچ سالاگوب (۱۸۶۳–۱۹۲۷)
- ولادیمیر سرگییویچ سالاویّوف (۱۸۵۳–۱۹۰۰)
- میخائیل یوگرافوویچ سالتیکوف-شچدرین (۱۸۲۶–۱۸۸۹)
- آلکساندر ایسایویچ سولژنیتسین (۱۹۱۸
- ایلیا لووویچ سلوینسکی (۱۸۹۹–۱۹۶۸)
- آلکساندر واسیلیویچ سوخاوو-کابیلین (۱۸۱۷–۱۹۰۳)
- ایگور سِوِریانین (۱۸۸۷–۱۹۴۱)
- آلکساندر پتروویچ سوماروکوف (۱۷۱۸–۱۷۷۷)
- کانستانتین (کیریل) میخایلوویچ سیمونوف (۱۹۱۵–۱۹۷۹)
- آندریی داناتوویچ سینیافسکی (۱۹۲۵)
- الکساندر سرافیموویچ (۱۸۴۶–۱۹۴۹)

## ش
- وادیم گابریلویچ شرشنویچ (۱۸۹۳–۱۹۴۲)
- شستوف (۱۸۶۶–۱۹۳۸)
- تاراس شفچنکو (۱۸۱۴–۱۸۶۱)
- میخائیل آلکساندروویچ شولوخوف (۱۹۰۵–۱۹۸۴)
- الکساندر شیشکوف

## ف
- آلکساندر آلکساندروویچ فادیف (۱۹۰۱–۱۹۵۶)
- دینیس ایوانوویچ فانویزین (۱۷۴۵–۱۷۹۲)
- آفاناسی آفاناسیویچ فیت (۱۸۲۰–۱۸۹۲)
- کانستانتین آلکساندروویچ فیدین (۱۸۹۲–۱۹۷۷)

## ک
- والنتین پتروویچ کاتایف (۱۸۹۷–۱۹۸۶)
- ولادیمیر گالاکتیونوویچ کارالینکو (۱۸۵۳–۱۹۲۱)
- نیکالای میخائیلوویچ کارامزین (۱۷۶۶–۱۸۲۶)
- نادژدا کنستانتیونوا کروپسکایا (۱۸۶۹–۱۹۳۹)[۳]
- یوری پاولوویچ کازاکوف (۱۹۲۷–۱۹۸۳)
- آلکسیی واسیلیویچ کالتسوف (۱۸۰۹–۱۸۴۲)
- آنتیوخ دمیتریویچ کانتمیر (۱۷۰۹–۱۷۴۴)
- ونیامین آلکساندروویچ کاویرین (۱۹۰۲)
- ایوان آندرییویچ کریلوف (۱۷۶۹–۱۸۴۴)
- ویکتور پتروویچ کلیوشنیکوف (۱۸۴۱–۱۸۹۲)
- نیکالای آلکسییویچ کلیویف (۱۸۸۷–۱۹۳۷)
- آلکساندر ایوانوویچ کوپرین (۱۸۷۰–۱۹۳۸)
- میخائیل آلکسییویچ کوزمین (۱۸۷۵–۱۹۳۶)
- ویلیگیلم کارلوویچ کیوخلبیکر (۱۷۹۷–۱۸۴۶)

## گ
- سرگیی میترافانوویچ گارادیتسکی (۱۸۸۴–۱۹۶۷)
- فسیوولود میخایلوویچ گارشین (۱۸۵۵–۱۸۸۸)
- ایوان آلکساندروویچ گانچاروف (۱۸۱۲–۱۸۹۱)
- لئانید پتروویچ گروسمان (۱۸۸۸–۱۹۶۵)
- الکساندر سرگییویچ گریبایدوف (به روسی: Александр Сергеевич Грибоедов)‏ (۱۷۹۵–۱۸۲۹)
- دمیتری واسیلیوویچ گریگاروویچ (۱۸۲۲–۱۸۹۹)
- آپالّون آلکساندروویچ گریگوریف (۱۸۲۲–۱۸۶۴)
- آلکساندر استپانوویچ گرین (۱۸۸۰–۱۹۳۲)
- ماکسیم گورکی (۱۸۶۸–۱۹۳۶)
- نیکالای واسیلیویچ گوگول (۱۸۰۹–۱۸۵۲)
- نیکالای استپانوویچ گومیلیوف (۱۸۸۶–۱۹۲۱)
- یوگینیا سمیونوونا گینزبورگ (۱۸۹۶–۱۹۸۰)

## ل
- کانستانتین نیکالایویچ لئونتیف (۱۸۳۱–۱۸۹۱)
- لئانید ماکسیموویچ لئونوف (۱۸۹۹–۱۹۹۴)
- ایوان ایوانوویچ لاژچنیکوف (۱۷۹۲–۱۸۶۹)
- میخایلو واسیلیویچ لامانوسوف (۱۷۱۱–۱۷۶۵)
- پیوتر لاوروویچ لاوروف (۱۸۲۳–۱۹۰۰)
- نیکالای سمیونوویچ لسکوف (۱۸۳۱–۱۸۹۵)
- یوری نیکالایوویچ لیبدینسکی (۱۸۹۸–۱۹۵۹)
- میخائیل یوریویچ لیرمونتوف (۱۸۱۴–۱۸۴۱)

## م
- آنتون سمیونوویچ ماکارنکو (۱۸۸۸–۱۹۳۹)
- اوسیپ امیلیویچ ماندلشتام (به روسی: О́сип Эми́льевич Мандельшта́м)‏ (۱۸۹۱–۱۹۳۸)
- ولادیمیر دلادیمیروویچ مایاکوفسکی (۱۸۹۳–۱۹۳۰)
- دمیتری سرگییویچ مرشکوفسکی (۱۸۶۵–۱۹۴۱)
- نیکالای نیکالایویچ مورشن (مارچنکو) (۱۹۱۷)
- نیکالای کانستانتینوویچ میخایلوفسکی (۱۸۴۲–۱۹۰۴)

## ن
- ولادیمیر ولادیمیروویچ نابوکوف (۱۸۹۹–۱۹۷۷)
- یوری مارکوویچ ناگیبین (۱۹۲۰)
- نیکالای آلکسییویچ نکراسوف (۱۸۲۱–۱۸۷۸)

## و
- آندریی آندرییویچ وازنسینسکی (۱۹۳۳)
- پاول نیکالایویچ واسیلیف (۱۹۱۰–۱۹۳۷)
- ماکسیمیلیان آلکساندروویچ والوشین (۱۸۷۷–۱۹۳۲)
- پیوتر آندرییویچ ویازمسکی (۱۷۹۲–۱۸۷۸)
- یوگینی میخایلوویچ ویناکوروف (۱۹۲۵)
- ژیلینسکای ویتاتو (۱۹۳۲)

## ه
- آلکساندر ایوانوویچ هرتسن (۱۸۱۲–۱۸۷۰)
- زینائیدا نیکالایونا هیپیوس (۱۸۶۹–۱۹۴۵)

## ی
- رامان اوسیپوویچ یاکوبسون (۱۸۹۶–۱۹۸۲)
- نیکالای میخایلوویچ یزیکوف (۱۸۰۳–۱۸۴۷)
- سرگیی آلکساندرویچ یسینین (۱۸۹۵–۱۹۲۵)
- یوگینی آلکساندرویچ یفتوشنکو (۱۹۳۲-۲۰۱۷)